# Palpopleura
Palpopleura is een geslacht van libellen (Odonata) uit de familie van de korenbouten (Libellulidae).

## Soorten
Palpopleura omvat 7 soorten:
- Palpopleura albifrons Legrand, 1979
- Palpopleura deceptor (Calvert, 1899)
- Palpopleura jucunda Rambur, 1842
- Palpopleura lucia (Drury, 1773)
- Palpopleura portia (Drury, 1773)
- Palpopleura sexmaculata (Fabricius, 1787)
- Palpopleura vestita Rambur, 1842